# Marcos Milinkovic
Marcos Carlos Milinkovic (San Martín, Argentina; 22 de diciembre de 1971) es un exjugador de voleibol argentino. Fue capitán de la Selección argentina, el opuesto titular indiscutido y uno de los mejores atacantes del mundo. En el 2000, fue nombrado por la FIVB como uno de los 25 mejores jugadores del siglo XX de voleibol.
En 2016 aceptó entrenar a UNTreF Vóley de la Liga Argentina de Voleibol, haciendo así su debut como entrenador.

## Biografía
Nació el 22 de diciembre de 1971 en San Martín, Buenos Aires. Desde muy chico se interesó por los deportes, en especial por el fútbol y el básquet. 

## Carrera deportiva
A los 17 años, probó con el voleibol en Club Sportivo Ballester hasta que en 1990 pasó a uno de los clubes más destacados de Argentina, Obras Sanitarias. Un año más tarde, fue llamado a la Selección nacional mayor luego de un breve paso por la selección juvenil en 1989. Jugó el Sudamericano juvenil en Catamarca (perdiendo la final con Brasil) y el  Campeonato Mundial Juvenil de Egipto y con la selección mayor el Campeonato Panamericano de La Habana (donde obtuvo el tercer puesto).

#### Carrera internacional
Su paso por Europa comenzó en 1992, en Uliveto Tomei Livorno de la A2 italiana fue su primera experiencia, en 1995, regresó al continente para jugar en Brasil con Cocamar Paraná, una temporada más tarde con Chapecó San Pablo y luego su paso triunfal con Olympikus donde perdió la final del campeonato contra el equipo de Javier Weber, ULBRA. En 1999, volvió a Italia para jugar en el Sisley Treviso donde no tuvo un gran paso y en la siguiente temporada recaló en el humilde Asystel Milano, allí Marcos se volvió a vestir de héroe para llevarlo a una inesperada final ante su exequipo, Sisley Treviso, derrotando en cuartos a Macherata y en semifinales a Cuneo, que había sido el mejor de la fase regular. Entre 2003 y 2004, jugó en el Unisul Florianópolis de Brasil. En 2004, se fue al Olympiakos de Grecia.
Con la selección mayor, Milinkovic ganó la medalla de oro en los Juegos Panamericanos de 1995 realizados en Mar del Plata. En semifinales, superó a Venezuela en un partido muy sufrido a pesar de la superioridad del equipo argentino y en la final cuando parecía que Estados Unidos se llevaba la victoria, Argentina recuperó tres pelotas claves para festejar y conseguir la primera medalla de oro panamericano de este deporte. Fue el atacante de mejor efectividad en el Mundial de Japón en 1998 a pesar de ocupar el puesto 11. Otra gran actuación argentina lo tuvo como principal figura en el cuarto puesto conseguido en los Juegos Olímpicos de Juegos Olímpicos de Sídney 2000 y la victoria ante la selección de Brasil con su bloqueo sobre Dante para cerrar el partido y dejar esa jugada grabada entre las más importantes de la historia del voleibol argentino.
En las Ligas Mundiales, fue el máximo anotador en las fases clasificatorias de 1996, 1997 y 2000 y jugó en la fase final en Mar del Plata en 1999 consiguiendo la mejor ubicación para Argentina con un sexto puesto. En el Campeonato Mundial de Argentina en 2002, se coronó como el mejor jugador del torneo, el equipo finalizó en el sexto puesto luego de caer en cuartos de final 3-1 con Francia, ganarle a Grecia 3-0 y caer en tie-break ante Italia por el quinto puesto en el Luna Park. En 2006, jugó la Liga Mundial con Argentina y finalizó en la decimotercera ubicación en el Campeonato Mundial de Japón.

#### Vuelta a Argentina
En la temporada 2008-2009 La Unión de Formosa sacudió al mercado de pases con la contratación de Marcos y Jorge Elgueta, que llevaron al club a su primera final de Liga.
Luego pasó a Buenos Aires Unidos, donde consiguió un Torneo Súper 8, un subcampeonato en la Copa ACLAV y, finalmente, un subcampeonato de Liga. En el que iba a ser su último partido, además del último partido del club en la Liga, el técnico Waldo Kantor lo excluyó del banco.

No fue por problema físico sino por una decisión técnica. Obviamente que sería lindo tener un partido homenaje y un reconocimiento. Me gustaría jugar mi último partido.
Marcos Milinkovic.

Su retiro se concretó a mediados de 2013, a los 41 años, aunque sigue ligado al cuerpo técnico de la Selección.
El 16 de septiembre de 2015, se le realizó un partido homenaje en el estadio Luna Park de Buenos Aires.

## Trayectoria como entrenador
En diciembre de 2015, Milinkovic, fue anunciado como entrenador del equipo principal de UNTreF Vóley, donde hace su primera presentación como entrenador principal. Los entrenamientos comenzaron el 28 de ese mes y el debut se produjo el 9 de enero.
En 2018, fue anunciado como DT del Club Ajman de Emiratos Árabes Unidos. En 2021, después de tres años dirigiendo el club de Arabia Saudita, fichó con el CD San Pedro de la liga de España.
En 2023, fichó por el Club Voleibol J.A.V. Olímpico, para entrenar a su filial en la Superliga 2.

## Vida privada
Milinkovic es padre de cuatro hijos, Luka Milinkovic, nacido en 2004 y fallecido en 2017,  Dunja, nacida en 2008, Bautista,  nacido en 2015 y Santino Milinkovic nacido en 2021.Actualmente se encuentra en pareja con Mercedes Águila, madre del último nombrado. El voleybolista también es simpatizante del Club Atlético River Plate.
En 2022, Marcos fue nuevamente tendencia. Esta vez, haciendo un acto de caridad hacia una menor que vivía en el barrio de Caseros, la cual sufrió un robo y, entre lo ultrajado, perdió una botella que le había regalado su ídolo Milinkovic. Marcos, una semana después, apareció en su hogar y le regaló indumentaria de la selección Argentina de voleibol y una nueva botella.

## Clubes
| Club                               | País      | Desde     | Hasta     |
| Club Sportivo Villa Ballester      | Argentina | 1988-1989 | 1989-1990 |
| Obras Sanitarias de Buenos Aires   | Argentina | 1990-1991 | 1991-1992 |
| Livorno                            | Italia    | 1992-1993 | 1993-1994 |
| Cocamar Paranà                     | Brasil    | 1995-1996 | 1995-1996 |
| Chapecó São Paulo                  | Brasil    | 1996-1997 | 1996-1997 |
| Olimpikus Río de Janeiro           | Brasil    | 1997-1998 | 1998-1999 |
| Sisley Treviso                     | Italia    | 1999-2000 | 1999-2000 |
| Asystel Milano                     | Italia    | 2000-2001 | 2002-2003 |
| Unisul Florianópolis               | Brasil    | 2003-2004 | 2003-2004 |
| Olympiakos Piraeus                 | Grecia    | 2004-2005 | 2008      |
| La Unión Vóley Formosa             | Argentina | 2008-2009 | 2010      |
| Buenos Aires Unidos                | Argentina | 2010      | 2012-13   |
|                                    |           |           |           |
| Selección de vóleibol de Argentina | Argentina | 1990      | 2007      |

## Títulos y premios
- 2015 - Premio Clarín a la trayectoria deportiva
- 2010 - Premio Konex de Platino
- 2000 - Diploma al Mérito otorgado por la Fundación Konex
- 2000 - Coppa Italia (Livorno)
- 2000 - Liga de campeones
- 2000 - Mejor jugador de los Juegos Olímpicos de Sídney 2000 (Selección argentina)
- 1995 - Medalla de oro en los Juegos Panamericanos de 1995 (Selección argentina)